# Nälkäisenrivier
Nälkäisenrivier (Zweeds: Nälkäisenjoki) is een beek, die stroomt in de Zweedse  gemeente Pajala. Ze begint ten noorden van het dorp Pajala in het gebied ten noorden van de Torne. Ze stroomt naar het zuidoosten om in de Muonio te stromen. Dit vindt plaats circa 100 meter voordat de Muonio in de Torne stroomt. De Nälkäisenrivier is daarmee de laatste zijrivier van de Muonio.
Afwatering: Nälkäisenrivier → Muonio → Torne → Botnische Golf